# Бабу, Абдулрахман Мохамед
Ахмед Мохамед Абдулрахман Бабу́ (Abdulrahman Mohamed Babu; 22 сентября 1924 — 5 августа 1996) — танзанийский политический деятель с Занзибара, марксист и панафриканский националист, сыгравший важную роль в Занзибарской революции 1964 года и занимавший пост министра при Джулиусе Ньерере после того, как остров был объединен с материковой Танганьикой в Танзанию. В 1972 году заключён в тюрьму, но после освобождения по итогу международной кампании солидарности оставался ярым критиком империализма, авторитарных государств и чрезмерно этатистских (как и частнокапиталистических) моделей развития.

## Ранние годы
Абдулрахман Мохамед Бабу родился в сентябре 1924 года на Занзибаре, Восточная Африка — тогдашнем британском протекторате, находившемся под номинальным контролем потомственного султана. Экономика острова была сосредоточена на экспорте гвоздики и кокосов, а его население включало арабов, африканцев и индийцев. После службы в британских войсках во время Второй мировой войны окончил Университетский колледж и работал клерком на гвоздичной плантации, а с 1951 года учился в Лондонском университете в Великобритании, где изучал философию, журналистику, литературу. Его сначала привлёк анархо-коммунизм, а затем марксизм-ленинизм — на Бабу и его друга Али Султана Иссу большое впечатление произвёл митинг британских коммунистов, однако если второй решил присоедениться именно к ним, то Бабу стал сотрудничать с лейбористами.

## Антиколониализм
Под влиянием подъёма антиколониальных движений и под впечатлением растущей мощи Союза Советских Социалистических Республик Бабу с головой ушел в национально-освободительное движение за независимость. В 1957 году он стал лидером первой массовой политической силы на острове — Националистической партии Занзибара (ЗНП). В 1958 году присутствовал на Всеафриканской конференции народов в Аккре (Гана), где встретился с Кваме Нкрумой, Францом Фаноном и Патрисом Лумумбой. Затем Бабу в 1959 году посетил Китай Мао Цзэдуна и наладил тесные отношения с китайским руководством, за что британцы считали его «самым известным синофилом» в его регионе.
Бабу был на два года брошен британцами в тюрьму за свою политическую деятельность. После обретения независимости в 1962 году правительство было передано консервативной коалиции, состоящей из правого крыла ЗНП и отколовшейся Партии Афро-ширази (АШП) Абейда Каруме, которая сохранила султана в качестве конституционного монарха. Левое крыло ЗНП, в том числе вышедший на свободу Бабу, порвали с феодально-буржуазной верхушкой партии и сформировали революционную партию «Умма» с массовой базой из представителей разных расовых групп. После завоевания независимости партия «Умма» была запрещена 8 января 1964 года, а Бабу, в доме которого провели обыск и над которым планировали суд, был вынужден отправиться в политическую эмиграцию в Танганьику.

## Занзибарская революция 1964 года
В начале 1964 года на Занзибаре вспыхнули массовые беспорядки, в которых партия «Умма» сыграла ключевую роль (Бабу со своими сторонниками оперативно вернулся на Занзибар и также присоединился к восстанию), примечательную тем, что «не давала революции принять расовый характер, то есть африканский против арабского». Это позволило сохранить лицо перед правительством Ньерере, которое было в ужасе от сцен массовых убийств и изнасилований лиц арабского и южноазиатского происхождения, тысячи которых погибли из-за призывов главного провокатора революции, африканского националиста из АШП Джона Окелло, убить всех арабов в возрасте от 18 до 25 лет. Это вынудило до 75 % занзибарцев, предками которых были арабы, азиаты и жители Коморских островов, покинуть свою родину, где их семьи могли жить многие века.
В Дар-эс-Саламе находились в первые дни революции и лидеры черной оппозиции. Председатель Партии Афро-Ширази Абейд Каруме, очевидно, зная о готовящемся мятеже, уплыл накануне за консультациями к поддерживающему его президенту Танганьики Джулиусу Ньерере. Как говорят, Ньерере тут же отправил его возвращаться обратно на остров и брать инициативу в свои руки. Лидер Уммы Абдулрахман Мохаммед Бабу находился там же, будучи на тот момент практически политическим беженцем.
Новое правительство — Революционный совет Народной Республики Занзибара и Пембы — было сформировано партиями Афро-Ширази и Умма с Абейдом Каруме в качестве президента, Абдулой Кассимом Ханги в качестве премьер-министра и Бабу в качестве министра иностранных дел и обороны. Под давлением Великобритании Каруме добился слияния Занзибара и Танганьики в апреле 1964 года, хотя этот шаг не имел особой поддержки ни в его правительстве, ни в народе.

## После объединения Танзании

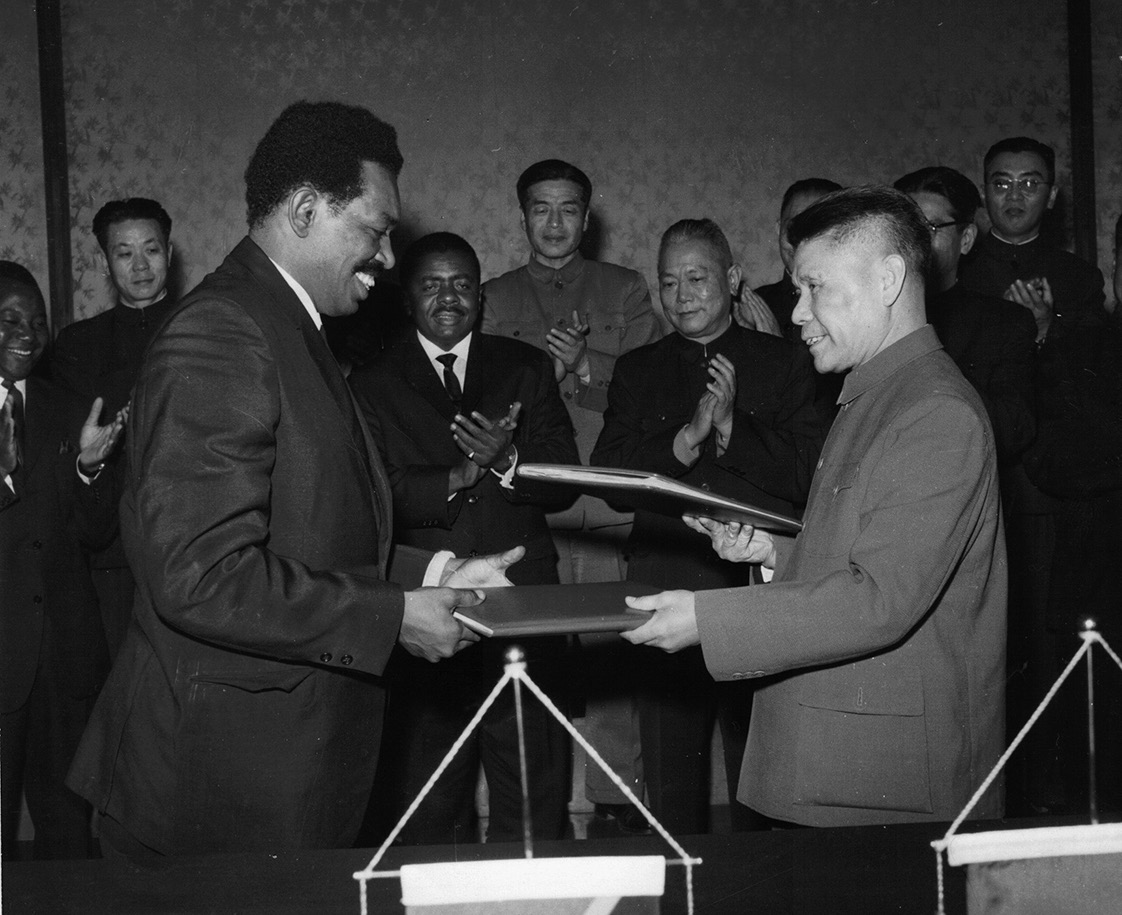
Бабу (слева) во время подписания торгового соглашения с КНР в феврале 1965

Бабу был среди прогрессивных левых членов правительства Занзибара, которые остались в новом кабинете министров Объединённой Республики Танзания в Дар-эс-Саламе. Его прокоммунистические симпатии, в частности сохранявшиеся связи и идеологическая близость с КНР и агентством новостей Синьхуа, сделали его хорошим каналом связи с Пекином. Его встреча в июле 1964 года на втором саммите Организации африканского единства (ОАЕ) в Каире с Малкольмом Иксом могла оказать на того влияние.
Это также позволило Бабу сыграть ключевую роль в создании Танзамской железной дороги (ТАЗАРА) при китайской помощи. Джулиус Ньерере хотел развивать взаимовыгодные связи с Китаем, и Бабу был назначен главой торговой делегации, которая предшествовала президентской делегации Ньерере в КНР в 1964 году. Благодаря своему личному опыту общения с китайцами и близости к их марксистско-ленинской модели развития, Бабу перехватил инициативу и упомянул о трудностях, с которыми столкнулось его правительство, пытаясь обеспечить финансирование железной дороги ТАЗАРА.
1 июля 1965 года китайское правительство сделало твёрдое предложение предоставить правительствам Танзании и Замбии связанную помощь на сумму 75 и 150 миллионов фунтов стерлингов, чтобы они могли построить железнодорожную линию. Еще одним результатом поездки Бабу стало торговое соглашение (отдельное от соглашения о помощи в размере 11 миллионов фунтов стерлингов) на сумму 5 миллионов фунтов стерлингов в год в течение пяти лет. По этому соглашению танзанийцы должны были покупать у китайцев всё, что могли себе позволить, а те должны были покупать у Танзании на 5 миллионов фунтов стерлингов в год.

## В заключении
Бабу отвергал модель африканского социализма Ньерере, считая её неспособной решить проблемы зависимости Танзании от экспорта сырья и колониального наследия, воспроизводящей в своей аграрной политике довольно ортодоксальный курс под прикрытием радикализма «Уджамаа», и критиковал безответственную и неустойчивую национализацию, особенно малых предприятий, часто принадлежащих индийскому меньшинству. По его мнению, поскольку ключевой задачей было развитие производительных сил таким образом, чтобы положить конец неоколониальным моделям, дислокация производства, неспособность обеспечить финансирование сельских жителей и стремление к «более справедливой» интеграции в мировой капитализм, обрекали попытки Ньерере модернизировать страну на неудачу.
В апреле 1972 года Бабу был выведен из состава правительства после того, как Каруме (на тот момент — вице-президент Танзании) был убит во время игры в настольную игру бао в штаб-квартире своей партии АШП. Несмотря на отсутствие чётких доказательств, Бабу вместе с 40 другими членами партии «Умма» были арестованы по обвинению в причастности к заговору против вице-президента Каруме. Три года спустя Бабу был вынесен смертный приговор, но в конце концов он был выпущен на свободу под давлением международной кампании в его поддержку. В 1978 году Бабу и еще 12 заключенных, удерживаемых на материке, были освобождены Ньерере по амнистии.

## Модель развития и «Письмо Мугабе»
В своей известной книге «Социалистическая Африка или африканский социализм» (Socialist Africa or African Socialism), написанной во время пребывания в тюрьме, а также трудах, вышедших после освобождения, Бабу подчеркивал важность коренных экономических перемен. По его словам, ключевое значение имели внутренние изменения в стране, а не изменения в глобальной среде, что это требовало тщательного управления противоречиями среди народа, включая национальную буржуазию, как советовал Мао Цзэдун .
В своем «Открытом письме Роберту Мугабе», написанном в 1980 году, Бабу утверждал, что опыт показал, что «захват государствами существующих жизнеспособных ферм» «неизменно приводил к почти полному коллапсу сельскохозяйственного производства и вынуждал соответствующие страны брать на себя тяжелые внешние долги, чтобы импортировать продукты питания». Он утверждал, что государство должно поощрять кооперативы, а не крестьянские фермы, наряду с крупными коммерческими фермами, принадлежащими белым, обязывая последние поддерживать первые и отделять более прогрессивных белых фермеров от «реакционеров». Рост доходов в сельской местности будет стимулировать внутренний рынок, что поспособствует индустриализации.
Он также неоднократно выступал против авторитарных постколониальных государств и выступал за подлинную демократию, которую он считал противоположностью капитализму и империализму. Свою цель он формулировал как «социалистическую и единую Африку».

## Последние годы
Большую часть жизни после освобождения правительством Ньерере Бабу жил в Соединенных Штатах Америки или Великобритании, но продолжал участвовать в африканской политике, включая усилия по созданию альтернативы неолиберализму, академическую и журналистскую работу в Лондоне. Тем не менее, он вернулся в Танзанию в 1995 году, чтобы баллотироваться в качестве кандидата от партии Национальная конвенция за строительство и реформы — Магеузи (NCCR-Mageuzi) — идеологически неоднородного формирования оппозиции, которое участвовало в первых многопартийных выборах за десятилетия. Однако старые обвинения против Бабу и последующая судимость позволили Избирательной комиссии отклонить его заявку на пост вице-президента.
Бабу умер в возрасте 72 лет 5 августа 1996 года в лондонской грудной больнице после непродолжительной болезни.

## Занимаемые должности
- Председатель — Африканский центр (Лондон) (1985—1989).
- Министр экономического планирования (1964—1972)[17].
- Министр иностранных дел Занзибара (январь — апрель 1964).
- Основатель — партия «Умма» (1963).
- Генеральный секретарь — Националистическая партия Занзибара (1957—1963).

## Публикации
- Babu, A. M., 1981, African Socialism or Socialist Africa?, London: Zed Press.
- Babu, Salma, and Amrit Wilson (eds), 2002, The Future That Works: Selected Writings of A.M.Babu. New Jersey: Africa World Press.